# Mohsen Makhmalbaf
Mohsen Makhmalbaf (en persa محسن مخملباف; Teheran, Iran, 29 de maig de 1957) és un realitzador de cinema, escriptor, guionista, productor de cinema i activista a favor dels drets humans iranià. És president de la Asian Film Academy des de 2009 i va fundar en 1996 l'escola de cinema alternativa "Makhmalbaf Film House" a Teheran, avui reconvertida en productora i marca de les produccions de la família Makhmalbaf.
Mohsen pertany al moviment denominat la Nova Ona del cinema iranià, un moviment que arrenca a la fi de la dècada de 1980 i inclou a directors i directores iranianes com Abbas Kiarostami, Jafar Panahi, Ali Reza Raisian, Majid Majidi, Tahmineh Milani, Bahman Ghobadi i la mateixa família Makhmalbaf (Marzieh Meshkini, la seva dona, i les seves filles Samira i Hana). La seva filmografia ha estat present en la majoria dels grans festivals internacionals de cinema de la primera dècada del segle xxi

## Biografia

### Joventut
Mohsen Makhmalbaf va néixer en un dels barris més pobres i més religiosos de Teheran i els seus pares es van separar als 6 dies de les noces. Els seus pares es van disputar la seva custòdia i el seu pare el va raptar, confiant-lo a la seva tia durant un any i mig. Aquesta li proporcionava nombrosos llibres de ficció, literatura i escrits religiosos que van despertar des de molt jove el seu gust per l'escriptura. Criat després per la seva mare, la mala situació econòmica de la família va fer que va haver de treballar des dels 12 anys. Als 17 anys havia tingut més de 13 ocupacions.
Als 15 anys, va començar a lluitar contra la dictadura del Xa de Pèrsia en un grup revolucionari clandestí, i als 17 va ingressar en la presó després de ferir greument a un policia en un intent de desarmar-li, i ser al seu torn ferit de bala durant l'arrest. Va recobrar la llibertat en 1979, amb la revolució iraniana. Havia perdut l'ús de les dues cames per les tortures sofertes a la presó, però va tornar a caminar després de nombroses intervencions cirúrgicas. Va deixar la lluita armada per la no violència i l'activisme artístic i literari, convençut que els problemes de la societat iraniana no es podien resoldre mitjançant canvis polítics sinó mitjançant un canvi en les mentalitats.
A principis dels anys 1980 escrivia novel·les, contes, obres de teatre i guions de cinema, i va fundar el Centre de propaganda per a la difusió de l'art i del pensament islàmic. Sense haver passat per cap escola de cinema, va decidir dedicar-se a acostar la cultura al poble mitjançant el cinema, allunyant-se dels tòpics divulgats per les produccions cinematogràfiques de Hollywood i de Bollywood. Va escriure guions i es va encarregar del muntatge de nombroses pel·lícules d'altres realitzadors iranians. Malgrat la censura, les seves primeres pel·lícules li van guanyar ràpidament l'adhesió del públic iranià i dels joves cineastes que en els anys 1980 anaven a configurar el nou cinema iranià. En 1989, el premi del Festival de Rimini atorgat a la seva pel·lícula Bicycleran el va llançar en l'escena internacional.

### Makhmalbaf Film House
A principis de 1996, Samira Makhmalbaf va decidir deixar l'institut per a cursar estudis de cinema. L'única opció era ingressar en una universitat, on l'ensenyament cinematogràfic era tan deficient que cap dels grans i reconeguts realitzadors iranians s'havien format allí. En aquella època, Mohsen Makhmalbaf era el més actiu dels realitzadors iranians, amb 14 llargmetratges, 3 curts, 28 llibres editats i 22 muntatges en el seu haver. Impulsat pel cas de la seva filla, va deixar la realització per a dedicar-se a formar realitzadors.
Va proposar al Ministeri de Cultura iraniana fundar una escola per a acollir a 100 estudiants de cinema seleccionats mitjançant un examen, i oferir-los una carrera de 4 anys amb noves tècniques d'ensenyament del cinema. El Ministeri es va negar al·legant que els bastava amb tenir al país a un realitzador perillós i que no necessitaven tenir a 100 més.

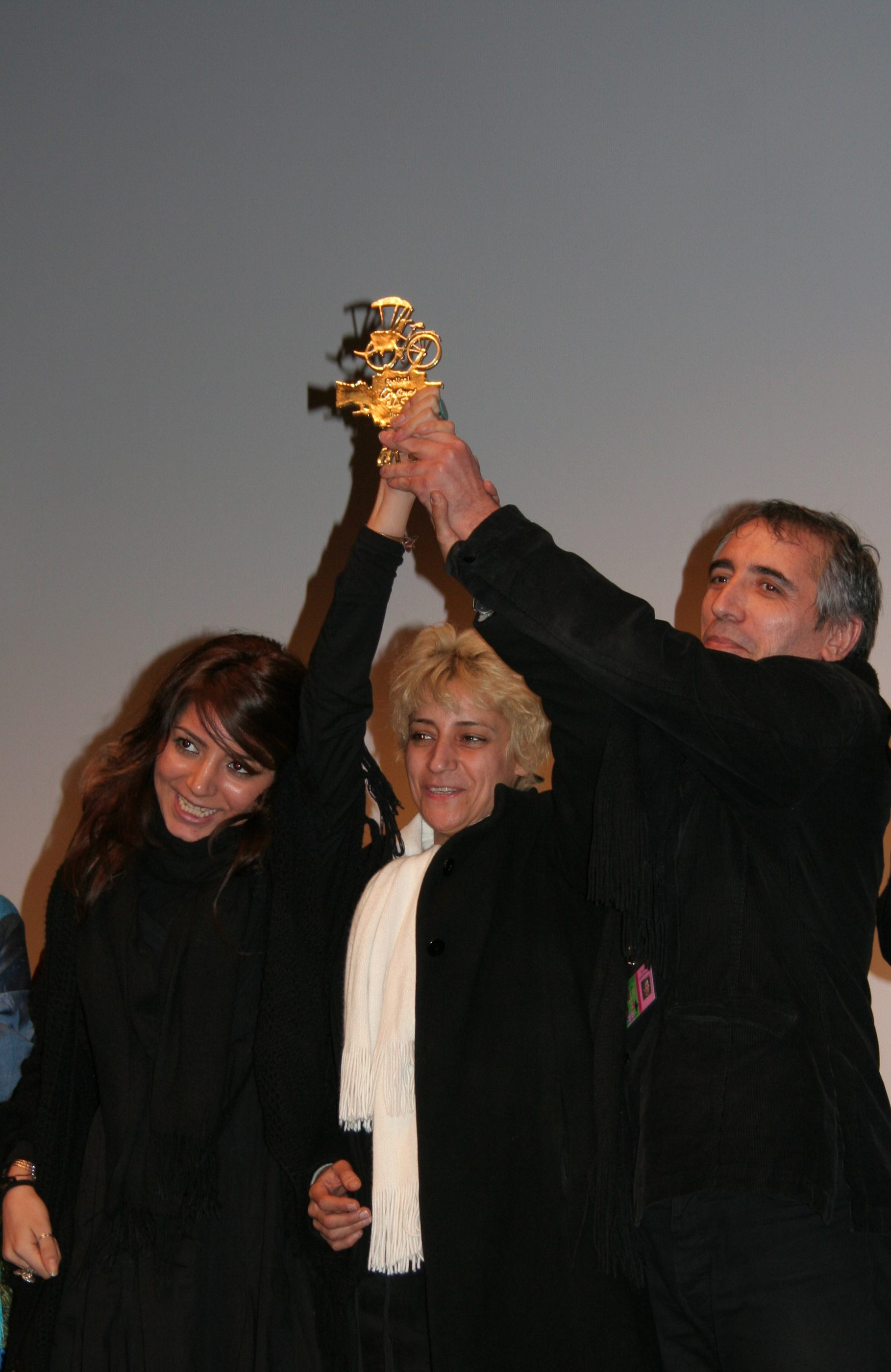
Mohsen Makhmalbaf, Hana Makhmalbaf i Marzieh Meshkini després de rebre el cyclo d'or d’honor al Festival International des cinémas d'Asie de Vesoul, França, el 2009.

Mohsen no es va desanimar i va muntar l'escola a la seva pròpia casa, comptant amb la col·laboració de realitzadors i professionals amics i reconeguts per a conformar el cos docent. Els estudiants eren fills d'amics i persones afins, i la més jove era la seva filla Hana. Les jornades a l'escola solien ser de 8 hores diàries, que podien allargar-se a vegades fins a 16 hores. El mètode de formació consistia a centrar-se a fons en un tema al mes i, a part de la formació tècnica, s'ensenyaven matèries transversals com a pintura, fotografia, poesia i música, cuina, informàtica i idiomes estrangers. En el purament cinematogràfic, s'ensenyava economia i disseny de producció, escriptura de guions, actuació, maneig de la càmera, muntatge, edició de so i història del cinema, entre altres matèries. En aquest període de 4 anys, la Makhmalbaf Film School va produir diverses pel·lícules com a exercicis pràctics en els quals van participar tots els membres de la família, cadascun en una disciplina diferent: The day I became a woman, realitzat per Marzieh Meshkini, la mare, Sib i Takhté siah, realitzats per Samira, el making-off How Samira made The Blackboard, realitzat pel seu germà Maysam, i The day my aunt was ill, realitzat per Hana que només tenia 8 anys. Tots els membres de la família van fer d'assistent realitzador en la pel·lícula de Mohsen, Sokout. Va néixer llavors la “Makhmalbaf Film House”, com a productora de les pel·lícules realitzades a l'escola.
En aquella època, Mohsen Makhmalbaf va produir per primera vegada una pel·lícula amb finançament extern, Nun va Goldoon, mitjançant un préstec hipotecari. Però el Ministeri de Cultura iraniana no va autoritzar la seva estrena comercial tret que retallés diverses escenes, al que es va negar el realitzador. De comú acord amb la seva família, va preferir vendre la casa familiar per a saldar el deute i va optar per mantenir la marca independent “Makhmalbaf Film House”, encara que sense seu física ni capital, que des de llavors ha produït totes les pel·lícules de la família Makhmalbaf.

### Labor humanitària i cultural
Després de l'estrena de la seva aclamada pel·lícula Kandahar, tres mesos abans dels esdeveniments de l'11 de setembre de 2001, Mohsen Makhmalbaf va decidir portar a la pràctica la crítica plasmada en la seva pel·lícula dedicant-se a projectes humanitaris orientats a la població afganesa. Aprofitant l'impacte del seu documental The Afghan Alphabet, va aconseguir que es modifiqués la legislació iraniana per a permetre que més de mig milió de joves refugiats afganesos sense papers poguessin estudiar en centres d'ensenyament de l'Iran. A continuació es va instal·lar amb la seva família en Kabul i durant 3 anys va crear al voltant de 80 projectes humanitaris dedicats a l'educació i la sanitat, que va finançar en gran part amb els diners dels premis rebuts. Va ajudar al fet que renaixés el cinema afganès, totalment aniquilat per l'era talibà. En 2005, després de l'elecció del president iranià Mahmoud Ahmadinejad, Mohsen Makhmalbaf es va exiliar en senyal de protesta per la dictadura i ha residit des de llavors a l'Afganistan, a l'Índia, França i Tadjikistan, país on en l'actualitat (2011) està obrant a favor de l'estructuració d'una indústria i cultura cinematogràfica.

## Filmografia

### Llargmetratges
- 1982 Tobeh Nasuh,
- 1983 Do Cheshme Bisoo,
- 1984 Isti'azah,
- 1985 Boycott, 1985
- 1986 Dastforush
- 1987 Bicycleran
- 1988 Arusi-ye Khuban
- 1990 Nobat-e asheqi')
- 1990 The Nights of Zayandeh-Rood
- 1991 Ruzi Ruzegari Cinema / Naseroddin Shah, Actor-e Cinema
- 1992 Actor
- 1994 Salaam Cinema
- 1995 Gabbeh
- 1995 Nun va Goldoon (Nun va goldun)
- 1997 Sokout (Sokut)
- 2001 Kandahar
- 2005 Sex va falsafeh
- 2006 Faryad-e morchegan
- 2009 The Man Who Came with the Snow
- 2012 Bagheban (documental)
- 2013 Labkhande-bi-payan (documental)
- 2014 The President
- 2019 Marghe e sua madre

### Curtmetratges
- Images From the Ghajar Dynasty, 1992
- Stone and Glass, 1993
- Wind, Ruined The School, 1997
- The Door, 1998
- The Test of Democracy, 2000
- The Afghan Alphabet, 2002
- The chair, 2006

## Premis i distincions
Festival Internacional de Cinema de Cannes
| Any  | Categoria                           | Pel·lícula | Resultat  |
| ---- | ----------------------------------- | ---------- | --------- |
| 2001 | Gran Premi de la Societat Ecumènica | Kandahar   | Guanyador |

Festival Internacional de Cinema de Venècia
| Any  | Categoria                                                         | Pel·lícula | Resultat  |
| ---- | ----------------------------------------------------------------- | ---------- | --------- |
| 1998 | Medalla d'or del President del Senat italià                       | Sokout     | Guanyador |
| 1998 | Premi Sergio Trasatti - Menció especial                           | Sokout     | Guanyador |
| 1998 | Premi CinemAvvenire - Millor pel·lícula en la relació home-natura | Sokout     | Guanyador |

Festival Internacional de Cinema Fantàstic de Catalunya
| Any  | Categoria                             | Pel·lícula | Resultat  |
| ---- | ------------------------------------- | ---------- | --------- |
| 1996 | Premi al millor director              | Gabbeh     | Guanyador |
| 1996 | Premi de la Crítica José Luis Guarner | Gabbeh     | Guanyador |